# Cazzano (Merlino)
Cazzano era un antico centro abitato del lodigiano, abbandonato perché esposto alle inondazioni dell'Adda. Sorgeva a sud-est di Marzano, nell'odierno territorio comunale di Merlino.

## Storia
Poche e frammentarie sono le notizie su questo antico paese del lodigiano, menzionato in alcuni documenti a partire dal XII secolo.
Certo è che vi sorgeva una chiesa parrocchiale intitolata all'Assunta, appartenente alla pieve di Bariano della diocesi di Lodi. In seguito la chiesa fu citata come rettoria e nel 1515 venne data in commenda da papa Leone X al suo cameriere segreto, conte Alessandro Leccami.
Il paese fu più volte colpito dalle rovinose inondazioni dell'Adda e da queste semidistrutto; a fine Cinquecento restavano in piedi solo due case, e pertanto si provvedette a sopprimere la parrocchia aggregandola a quella di Marzano. Il comune di Cazzano, ridotto di fatto ad amministrazione dei fondi agricoli, sopravvisse tuttavia fino al 1757.
Oggi solo la cascina Cazzanello ricorda l'antico toponimo.